# Unión Socialista Galega
La Unión Socialista Galega (USG) fou un partit galleguista i marxista fundat en agost de 1932 per Xoán Xesús González a partir del Seminario de Estudos Socialistas, però tan sols va tenir implantació a la comarca de Santiago. Va tenir com a òrgan oficiós el quinzenal Amañecer. A les Eleccions generals espanyoles de 1933 presentà candidats a totes les províncies com a independents (Xoán Xesús González per la Corunya, Siervo González Rivas per Lugo, Jesús Núñez Rodríguez per Ourense i Francisco Guimarey per Pontevedra) i compartiren mítings amb candidats del Partit Galleguista. Es va dissoldre després del fracàs electoral i el triomf de la dreta, integrant-se a Izquierda Republicana. La seva importància històrica ve donada per ser l'antecedent dels partits marxistes nacionalistes que aparegueren a Galícia en els anys seixanta.